# PUSH!!
『PUSH!!』（プッシュ）とは、マックスが発行していた月刊のアダルトゲーム雑誌である。

## 概要

### ファンタジェンヌ
『PUSH!!』の前身は、1993年に大洋図書から創刊した『ファンタジェンヌ』 (FANTASIENNE) であった。
創刊当時は隔月刊だったが後に月刊化し、大洋図書から晋遊舎が独立するのに合わせ、発行元も晋遊舎へ移った。
創刊当初は表紙イラストに遊人を起用。後にアニメ化・ゲーム化された『魔法少女メルル』もこの雑誌で連載された漫画である。ゲーム紹介記事だけでなく、攻略記事やメーカー訪問記事、各種読物記事なども取りそろえていた。また、初期においてはコスプレ関連の記事を10数ページを割いて毎号掲載。当時のコスプレブームを支えるとともに、『メガストア』（白夜書房→コアマガジン）が当時扱っていたフィギュア関連記事とともにアダルトゲーム雑誌では異彩を放っていた。
その後、『P-mate』（毎日コミュニケーションズ、当時）や『Colorful PUREGIRL』（ビブロス）のようにビジュアル性を意識した雑誌が主流になり、その趨勢に合わせて誌面をリニューアル。ぽよよん♥ろっくを表紙に起用するなどのテコ入れを図るが、2000年4月号で休刊した。
1999年5月にあった美少女ゲームメーカーのイベント「キャラ・フェス」にて、ファンタジェンヌの編集長によるトークショーがあった。

### PUSH!!
『ファンタジェンヌ』の休刊から9か月後、2000年12月26日に版形を変えて『PUSH!!』（2001年2月号）へ再度リニューアルし、巻号は『ファンタジェンヌ』より継承した。毎号、DVD-ROMが付録になっていた。
2007年3月に発行元が晋遊舎からマックスに変更された。2009年8月にはこれまでの掲載イラストを収録したイラストワークスギャラリーを刊行した。2015年9月発売の11月号をもって休刊した。
『PUSH!!』のロゴマークは、「!!」の部分がいくつかマイナーチェンジしたものが存在する。発行元がマックスへ移行してからしばらくの間は同じロゴマークを使用していたが、後に新しいものに変更した。
2015年8月、栗田出版販売の破綻の影響を受けてマックスが事業を停止。それに伴い「PUSH!!」も2015年11月号（2015年9月発売）をもって休刊した。

## コーナー
Art Style!
美少女ゲームの原画家インタビュー記事。2009年6月号から2013年2月号まで掲載されていた。
Voice de PUSH!!
美少女ゲームの声優のインタビュー記事。2009年8月から掲載されていた。
totoPUSH!!
読者参加型の企画であり、1か月間のゲーム売り上げランキングを予想し、的中したらゲームソフトをもらえる。
裏・表紙
PUSH!!の表紙を面白おかしく改変した絵を披露する企画。

## その他
- PUSH!!イラストワークスギャラリー（MAXムック PUSH Selected、2009年8月28日、ISBN 978-4863791015）
- 裏・表紙×南向春風（MAXムック PUSH Selected、2011年3月28日、ISBN 978-4863791237）